# Đảo chính Thái Lan 2014
Ngày 22 tháng 5 năm 2014, Lực lượng Vũ trang Hoàng gia Thái Lan, lãnh đạo bởi Đại tướng Prayut Chan-o-cha, Tổng tư lệnh của Quân đội Hoàng gia Thái Lan, phát động cuộc đảo chính lần thứ 12 kể từ lần đầu tiên vào năm 1932 với chính phủ tạm quyền của Thái Lan. Đây là diễn biến tiếp theo sau 6 tháng khủng hoảng chính trị. Quân đội thành lập một chính phủ quân quản gọi là Hội đồng Hòa bình và Trật tự Quốc gia Thái Lan (NCPO) để kiểm soát đất nước. Sự kiện này kết thúc xung đột chính trị giữa chính quyền quân đội và chính quyền dân chủ, vốn đã kéo dài từ đảo chính Thái Lan 2006. 7 năm sau, nó trở thành biểu tình Thái Lan 2020 để yêu cầu cải cách chế độ quân chủ Thái Lan.
Sau khi giải tán chính phủ và Thượng viện, NCPO đặt hết mọi quyền thi pháp và lập pháp vào các lãnh đạo của họ và hệ thống tư pháp hoạt động dưới sự chỉ đạo của họ. NCPO cũng bãi bỏ Hiến pháp Thái Lan 2007, chỉ giữ lại điều thứ hai đề cập đến nhà vua, tuyên bố thiết quân luật và giờ giới nghiêm trên toàn quốc, cấm tụ tập chính trị, bắt giam và tạm giam các chính khách và những người phản đối, thiết lập kiểm duyệt internet và nắm quyền kiểm soát truyền thông.
NCPO cho ban hành một hiến pháp lâm thời cho phép họ quyền tự ân xá và quyền hành tuyệt đối. NCPO cũng thành lập một quốc hội thân quân đội, và sau đó nhất trí bầu Đại tướng Prayut làm tân thủ tướng của nước này.
Tháng 2 năm 2021, các bộ trưởng Puttipong Punnakanta, Nataphol Teepsuwan và Thaworn Senniam bị kết tội nổi loạn trong các cuộc biểu tình dẫn đến cuộc đảo chính năm 2014.

## Bối cảnh
Hệ thống chính trị Thái Lan đã thay đổi từ quân chủ chuyên chế sang dân chủ kể từ Cách mạng Xiêm 1932. Trước Hiến pháp Thái Lan 1997 được thông qua, hơn 10 cuộc đảo chính đã diễn ra, một bước ngoặt trong cải cách hiến pháp dân chủ Thái Lan. Bốn năm sau, Thaksin Shinawatra trở thành thủ tướng Thái Lan đầu tiên mãn nhiệm, thời gian nắm quyền của ông được xem là một trong những điểm khác biệt nhất trong lịch sử hiện đại của nước này. Sau khủng hoảng chính trị 2005-2006 dẫn đầu bởi Liên minh Nhân dân vì Dân chủ, Thaksin bị phế truất từ một cuộc đảo chính vào ngày 19 tháng 9 năm 2006 vì bị buộc tội khi quân. Đảng Người Thái yêu người Thái (Thai Rak Thai) của ông bị tuyên vô pháp và ông ta bị cấm hoạt động chính trị. Thaksin đã tự lưu vong đến nay. Ông ta bị tuyên vắng mặt 2 năm tù vì tội lạm dụng quyền lực. Ông tiếp tục tác động chính trị Thái Lan từ nước ngoài, thông qua Đảng Sức mạnh Nhân dân giữ quyền vào năm 2008, kế tục là Đảng Vì nước Thái (Pheu Thai), cũng như Mặt trận Dân chủ chống Độc tài hoặc phong trào Áo đỏ mà sau bị đàn áp vào năm 2010 bởi quân đội của Anupong Paochinda và Prayut Chan-o-cha và chính quyền đảng Dân chủ của Abhisit Vejjajiva và Suthep Thaugsuban.
Trong cuộc tổng tuyển cử 2011, Yingluck Shinawatra và đảng Pheu Thái (PTP) giành được chiến thắng áp đảo và thành lập chính phủ với Yingluck làm thủ tướng. Các cuộc biểu tình chống chính phủ bắt đầu vào tháng 11 năm 2013, dưới sự lãnh đạo của cựu tổng bí thư đảng Dân chủ Suthep Thaugsuban. Suthep sau đó thành lập Ủy ban Cải cách Dân chủ Nhân dân (PDRC) với mục đích yêu cầu thành lập "hội đồng nhân dân" không qua bầu cử để giám sát "cải cách chính trị" như cách chối bỏ quyền lực của Thaksin. Suthep nói với người ủng hộ PDRC rằng ông ta đã nói chuyện với Tướng Prayut Chan-o-cha từ 2010 về việc loại bỏ quyền lực của Thaksin. Tương tự, tờ Reuters đưa tin năm 2013 rằng những người thân cận với Prayut, cựu tham mưu trưởng quân đội Anupong Paochinda và tướng Prawit Wongsuwan là những người ủng hộ của PDRC.
Các nhóm ủng hộ chính phủ, bao gồm phe Áo đỏ, tổ chức các buổi mít tinh phản ứng trước diễn biến này. Bạo lực leo thang dẫn tới thương vong. Tháng 12 năm 2013, Yingluck giải tán Hạ viện và lên kế hoạch tổng tuyển cử vào ngày 2 tháng 2 năm 2014. Do các cuộc biểu tình chống chính phủ, bầu cử đã không thể diễn ra. Tòa án Hiến pháp sau đó bãi bỏ cuộc bầu cử vào ngày 21 tháng 3 năm 2014. Ngày 7 tháng 5 năm 2014, Tòa án Hiến pháp Thái Lan nhất trí cách chức Yingluck và một số bộ trưởng vì vụ điều chuyển sĩ quan an ninh cấp cao gây tranh cãi năm 2011. Các bộ trưởng còn lại trong chính phủ đưa Phó Thủ tướng kiêm Bộ trưởng Thương mại Niwatthamrong Boonsongpaisan thay Yingluck làm thủ tướng tạm quyền trong lúc biểu tình dâng cao.
Suthep khẳng định, trước khi thiết quân luật, Prayut nói với ông: "Khun (từ chỉ thân thiết) Suthep và người ủng hộ của ông đã mệt rồi. Bây giờ là nghĩa vụ của quân đội để tiếp quản công việc."

## Ngay trước cuộc đảo chính

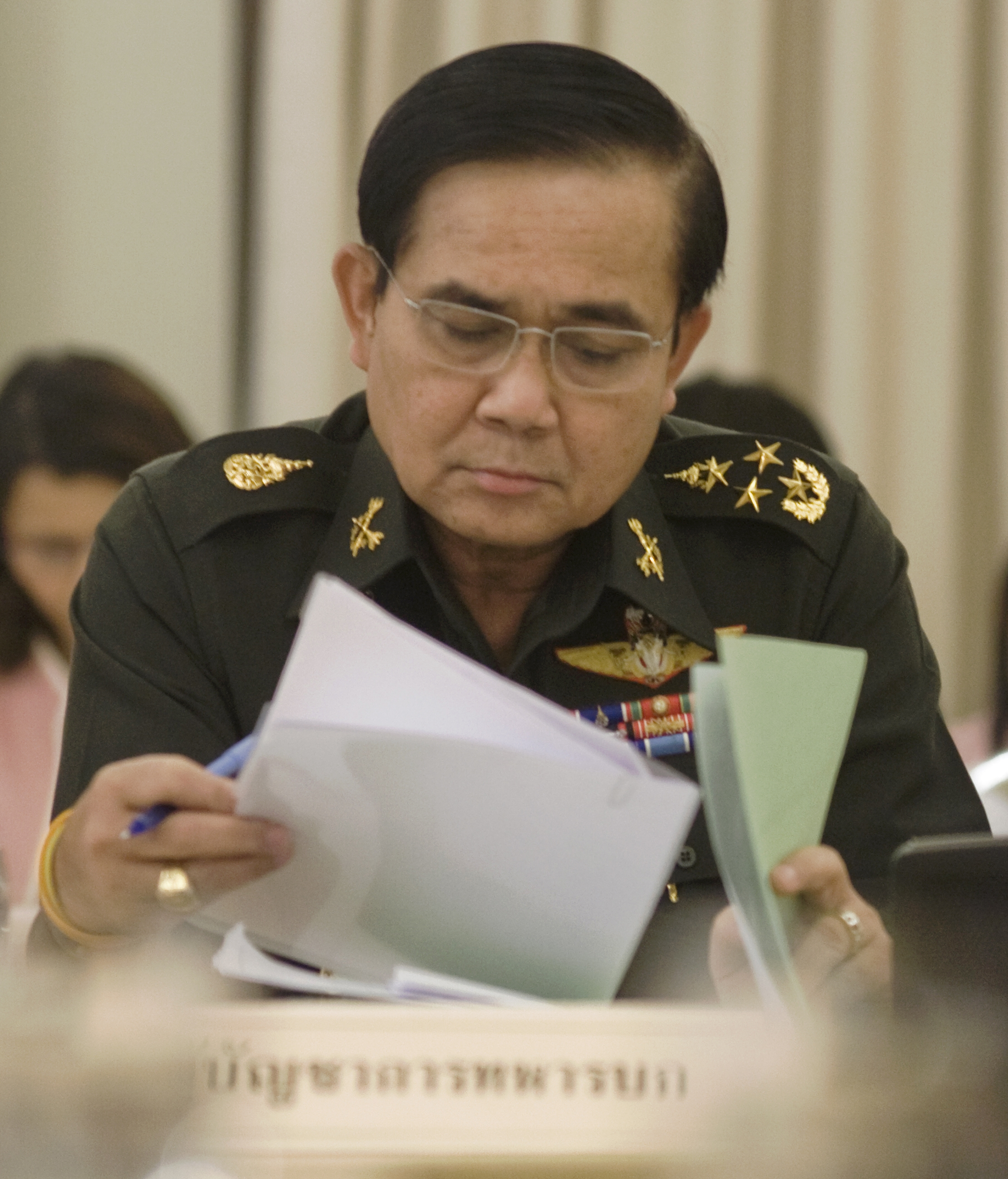
Đại tướng Prayut Chan-o-cha, tư lệnh Lực lượng Vũ trang Hoàng gia Thái Lan

### Thiết quân luật
Ngày 20 tháng 5 năm 2014, tư lệnh Quân đội Hoàng gia Thái Lan (RTA), Đại tướng Prayut, thi hành đạo luật do Quốc vương Vajiravudh (Rama VI) ban hành gọi là Thiết quân luật, BE 2457 (1914), nhằm thiết lập thiết quân luật toàn quốc kể từ 3 giờ sáng. Ông khẳng định trên truyền hình việc ban bố thiết quân luật là do bạo lực leo thang từ hai phía và nhằm cho phép quân đội khôi phục và gìn giữ hòa bình.
Khi thiết quân luật có hiệu lực, tướng Prayut cho giải tán Trung tâm Điều hành Hòa bình và Trật tự (CAPO), một cơ quan cảnh sát được chính phủ tạm quyền lập ra để giải quyết cuộc khủng hoảng. Prayut sau đó lập ra Trung tâm Chỉ huy Gìn giữ Hòa bình và Trật tự (POMC) mà ông ta làm tư lệnh. Với nhiệm vụ "khôi phục hòa bình cho nhân dân ở mọi nơi không chậm trễ", POMC được trao quyền "ngăn chặn, đàn áp, kiềm chế và xử lý" bất kỳ tình huống ảnh hưởng đến an ninh quốc gia, thi hành các điều khoản trong thiết quân luật và triệu tập bất kỳ ai. Đại tướng Prayut ra lệnh các bộ phận cảnh sát, hải quân, không quân và Bộ Quốc phòng phải đặt dưới sự chỉ đạo của POMC.
Ở Bangkok, quân lính đóng ở nhiều nơi và các tuyến đường chính bị phong tỏa. Quân đội chiếm Tòa nhà Chính phủ từ tay các người biểu tình PDRC, cắt sóng truyền hình ở Bangkok và các nơi khác của đất nước, sau đó cắt sóng các kênh bao gồm cả kênh của PDRC và của phong trào Áo đỏ. Tướng Prayut ra lệnh mọi phương tiện truyền thông phải thay chương trình thường nhật sang chương trình của POMC khi được chỉ định và cấm công bố mọi thông tin gây ảnh hưởng đến sứ mệnh của quân đội. Ông cũng yêu cầu tất cả lãnh đạo cơ quan chính phủ phải báo cáo cho ông ta.
Ngày 21 tháng 5 năm 2014, POMC thành lập đội tác chiến kiểm duyệt Internet và yêu cầu các nhà cung cấp dịch vụ Internet phải báo cáo để kiểm soát nội dung.
Chính phủ tạm quyền chỉ trích rằng không hề có sự tham vấn nào về các quyết định liên quan đến thiết quân luật của quân đội. Quân đội bác rằng đây không phải là đảo chính và chính phủ vẫn tại quyền.

### Các cuộc đối thoại bất thành
Sau khi được thành lập, POMC tổ chức đối thoại với các phe đối lập để tìm ra một phương án giải quyết. Những người tham dự tỏ rõ sự bất đồng quan điểm và không tuyên bố chung nào được đưa ra. Trong cuộc gặp, Ủy ban Bầu cử đề nghị chính phủ tạm quyền phải giải tán. Chính phủ phản đối, cho rằng sự tồn tại của chính phủ là đúng Hiến pháp. Hiến pháp Thái Lan 2007 quy định rằng nội các vẫn còn quyền hạn kể cả khi Hạ viện bị giải tán và hoạt động cho đến khi nội các khác lên thay.
Chiều ngày 22 tháng 5 năm 2014, POMC tổ chức một buổi đối thoại khác ở Câu lạc bộ Bóng đá Thái Lan. Buổi đối thoại kéo dài đến năm tiếng đồng hồ mà không đi đến một sự đồng thuận nào, trong khi chính phủ vẫn giữ lập trường về tính hợp pháp của sự tồn tại của chính phủ. Trong cuộc họp, tướng Prayut cuối cùng nói với Bộ trưởng Bộ Tư pháp Chaikasem Nitisiri, đại diện của chính phủ: "Cuộc nói chuyện sẽ không chấm dứt nếu các vị cứ nói về luật lệ. [...] Chính phủ nhất quyết không giải tán, phải không?" Chaikasem đáp: "Chắc chắn không". Tướng Prayut nói trong cuộc họp: "Xin lỗi, tôi bắt buộc phải giành chính quyền" và ra lệnh bắt giữ nội các và các lãnh đạo của PDRC, phong trào Áo đỏ và đảng phái chính trị trong buổi đối thoại, khiến các đại diện truyền thông tại đó thất vọng. Họ bị giam ở trụ sở của Trung đoàn Bộ binh Thứ nhất thuộc Đội Cận vệ Nhà vua.

## Đảo chính

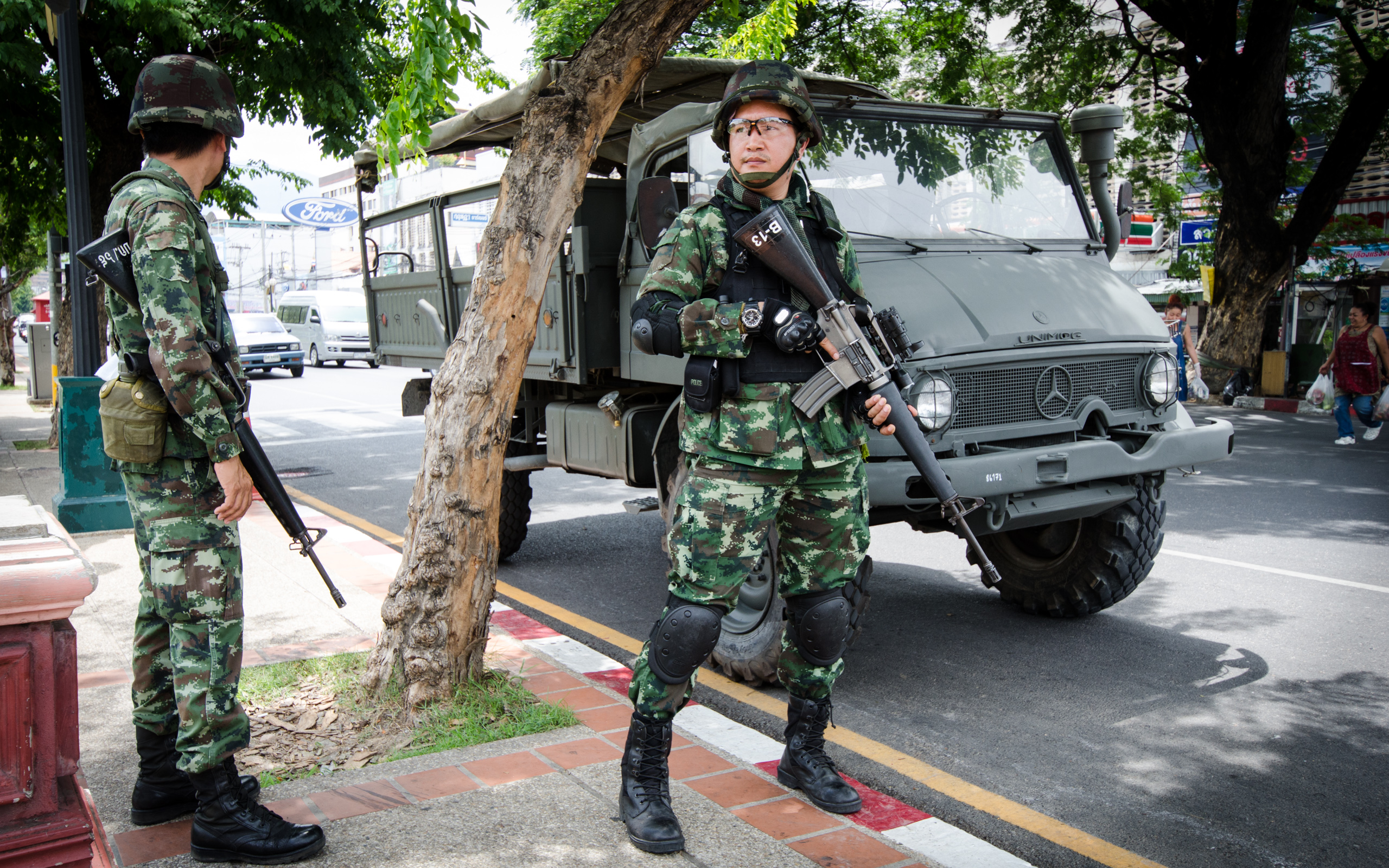
Binh sĩ Thái ở Chiang Mai

### Phát động
Tối ngày 22 tháng 5 năm 2014, Đại tướng Prayut phát một thông cáo trên truyền hình rằng Lực lượng Vũ trang Hoàng gia đang bắt đầu nắm quyền kiểm soát đất nước, chính thức phát động một cuộc đảo chính với chính phủ tạm quyền và thành lập cơ quan NCPO để quản lý quốc gia.
Trong đêm đó, NCPO bãi bỏ hiến pháp 2007, chỉ giữ lại điều hai đề cập đến nhà vua. Thêm vào đó, NCPO ra lệnh giải tán chính phủ tạm quyền, nhưng giữ nguyên Thượng viện cũng như các cơ quan quốc gia khác, bao gồm tòa án và các cơ quan độc lập. NCPO tuyên bố các điều sau:
- Đại tướng Prayut (Tổng tư lệnh RTA) là lãnh đạo NCPO,
- Đại tướng Thanasak Patimaprakorn (Tham mưu trưởng Lực lượng Phòng vệ Thái Lan), Đô đốc Narong Pipathanasai (Tư lệnh Hải quân Hoàng gia Thái Lan), Thượng tướng Không quân Prajin Jantong (Tư lệnh Không quân Hoàng gia Thái Lan), Đại tướng Cảnh sát Adul Saengsingkaew (Tổng thanh tra Cảnh sát Hoàng gia Thái Lan) là các phó lãnh đạo,
- Đại tướng Udomdet Sitabut (Phó Tư lệnh RTA) là tổng bí thư.

NCPO sau đó tuyên bố họ sẽ thực thi mọi quyền hành và nghĩa vụ mà theo luật thuộc về thủ tướng và nội các cho tới khi có thủ tướng mới. Các thành viên của NCPO được quyền quản lý các bộ phòng chính phủ và cơ quan tương đương.
Ngày 24 tháng 5 năm 2014, NCPO cho giải tán Thượng viện và đặt quyền lập pháp thuộc về lãnh đạo của họ. Các cơ quan tư pháp cũng được chỉ thị phải hoạt động dưới sự chỉ đạo của họ. Đại tướng Adul bị đưa về một đơn vị đã không còn hoạt động trong Văn phòng Thủ tướng và thay thế bằng Đại tướng Cảnh sát Watcharapol Prasarnrajkit. Adul bị xem là trung thành với chính phủ bị lật đổ.

### Bắt giam và tạm giam các nhân vật công chúng
Ngay sau khi cuộc đảo chính được phát động, Thủ tướng tạm quyền Niwatthamrong, người đã không tham dự các cuộc đối thoại, đã rời khỏi văn phòng của ông ta ở Bộ Tài chính để tránh bị quân đội bắt. NCPO ra lệnh ông ta và các thành viên nội các chưa bị bắt phải báo lại cho quân đội trong hôm đó. Có thông tin Niwatthamrong có ý định thành lập một chính phủ lưu vong trong đại sứ quán Mỹ ở Bangkok, nhưng đại sứ quán đã bác bỏ thông tin này.
Đêm ngày 22 tháng 5 năm 2014, quân đội tạm giam thêm các chính khách khác, bao gồm Chalerm Yubamrung và các con trai. Ngày hôm sau, NCPO cho triệu tập các thành viên của PTP và gia tộc Shinawatra, kể cả Yingluck. Niwatthamrong và Yingluck đã đầu thú vào ngày hôm đó. Yingluck bị tạm giam trong một "nhà an toàn" bí mật. NCPO nói đã thả bà ta vào ngày 25 tháng 5.
NCPO tiếp tục triệu tập 114 nhân vật chủ chốt từ cả hai phe và nhấn mạnh rằng những ai không giao nộp sẽ bị bắt giam và truy tố. Nhà hoạt động Sombat Boonngamanong, thường được biết với tên Dotty Editor ("Nhà báo gàn dở"), là người đầu tiên tuyên bố không khuất phục: "Nực cười. Không báo cáo [cho chính quyền quân sự] là phạm tội à." Ông ta thách thức lời yêu cầu triệu tập bằng bài viết trên Facebook: "Thách các người bắt được tôi." NCPO đáp trả rằng sáng ngày 24 tháng 5, họ sẽ cử quân lính đến bắt giam những người không hiện diện. Một trong những người bị bắt là Panthongtae Shinawatra, anh họ của Yingluck. Sombat sau đó bị bắt vào ngày 5 tháng 6 năm 2014 ở tỉnh Chon Buri. Quân đội phát hiện ông ta qua Internet từ một địa chỉ IP mà ông ta dùng để đăng các bình luận. Không chỉ bị 2 năm tù giam vì vi phạm mệnh lệnh, Sombat phải đối mặt 7 năm tù vì tội kích động người dân vi phạm các mệnh lệnh mà họ gọi là "luật của quốc gia". Quân đội cũng tuyên bố những ai cho Sombat nương nhờ cũng sẽ bị xử lý 2 năm tù vì tội "chứa chấp tội phạm".
NCPO cũng triệu tập các cơ quan ngoại giao Bangkok đến trụ sở. Trong buổi triệu tập, NCPO nói rằng các cơ quan chỉ là được "mời" đến họp với quân đội, để họ có "sự thấu hiểu đúng đắn" về nhiệm vụ của họ. Nhiều đại sứ, kể cả Đại sứ Đức Rolf Peter Schulze, đã từ chối tham dự.
Cựu Bộ trưởng Bộ giáo dục Chaturon Chaisaeng là người đầu tiên bị xét xử trong tòa án quân đội vì không hiện diện theo lời triệu tập của NCPO. Quân lính bắt giữ Chaturon giữa đám đông báo chí nước ngoài ngay sau cuộc họp báo ở Câu lạc bộ Báo chí Nước ngoài Thái Lan ngày 27 tháng 8 năm 2014. Người phát ngôn của NCPO nói rằng tổ chức họp báo với báo chí nước ngoài được xem là không hợp pháp và đi ngược chính sách của NCPO. Chaturon đối mặt 14 năm tù vì các tội liên quan đến máy tính.

Thiết quân luật cho phép quân đội giam giữ người không quá bảy ngày. NCPO không hề quan tâm đến thời gian. Một số cá nhân đã biệt giam đến hơn ba tuần.

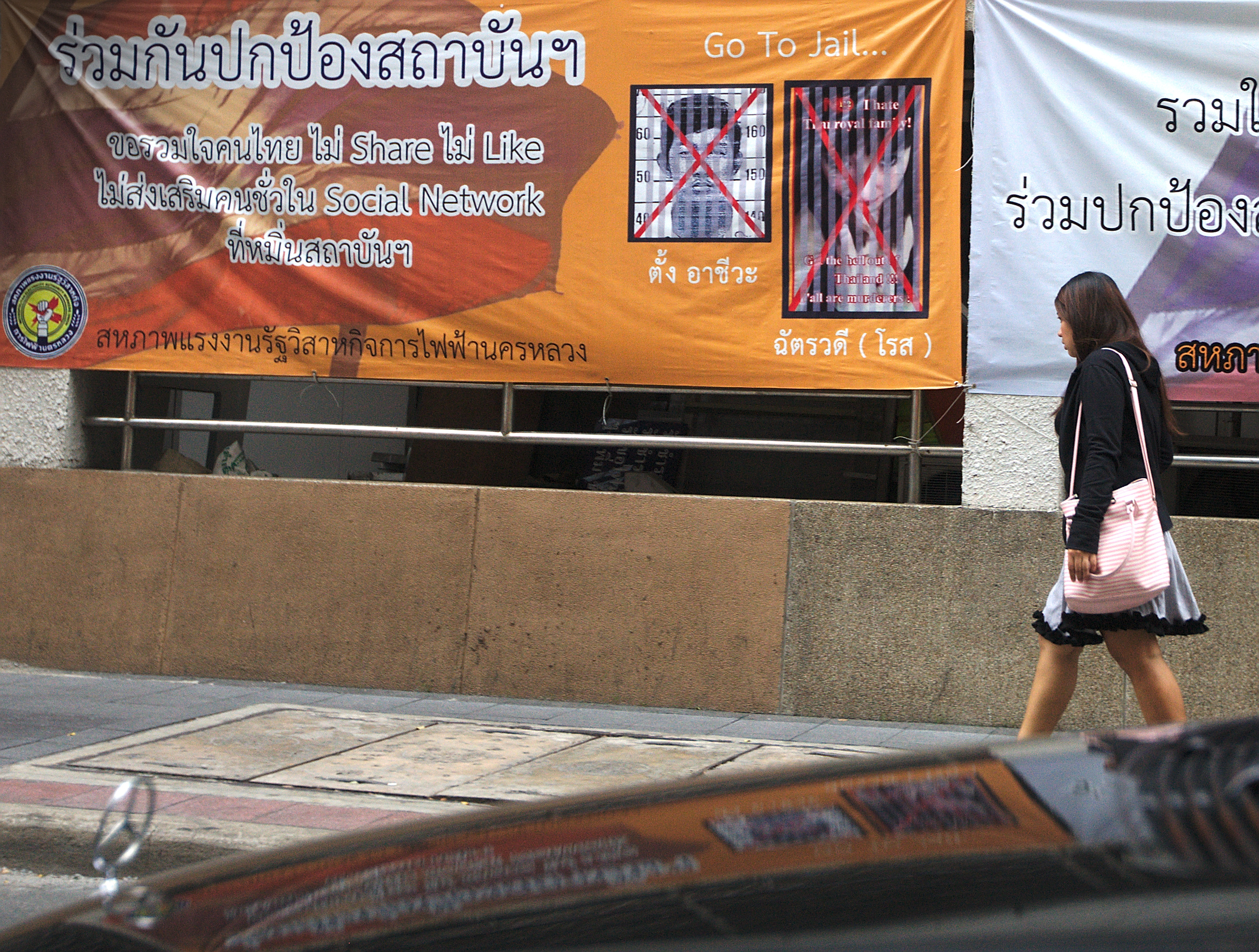
Một tấm bảng ở Bangkok, được chụp ngày 30/6/2014, nói rằng "thích" hoặc "chia sẻ" nội dung tiêu cực trên mạng xã hội có thể bị bắt vào tù. Tấm bảng viết đây là "vì lợi ích của nền quân chủ." Người phụ nữ bên phải là Chatwadee Amornpat, hay "Bóng hồng London", người đã công khai sỉ nhục quốc vương Thái Lan.

### Kiểm soát hoạt động công cộng và truyền thông
Sau khi thông báo đảo chính, NCPO phát lệnh cấm tụ tập chính trị và yêu cầu những người biểu tình phải giải tán. Họ cũng chỉ thị các cơ sở giáo dục cả công lẫn tư phải đóng cửa từ ngày 23 tới ngày 24 tháng 5 năm 2014. Một lệnh giới nghiêm được ban bố khắp toàn quốc, buộc người dân ở trong nhà từ 22:00 đến 05:00. Giờ giới nghiêm sau đó được thu hẹp từ 24:00 tới 4:00, hiệu lực từ ngày 28 tháng 5 năm 2014. Lệnh giới nghiêm được dỡ bỏ hầu hết kể từ ngày 13 tháng 6 năm 2014.
NCPO cũng yêu cầu tất cả kênh truyền hình và phát thanh phải dừng chương trình thường ngày và chỉ phát chương trình của RTA. Wanchai Tantiwittayapitak, phó giám đốc Đài Phát thanh - Truyền hình Công cộng Thái Lan điều hành kênh Thai PBS, đã bị bắt giữ sau khi ông này cho phát trực tiếp một chương trình đặc biệt về đảo chính trên YouTube thay vì trên truyền hình. Trong chương trình, một số học giả, kể cả giảng viên Đại học Chulalongkorn Gothom Arya, đã được phỏng vấn và đưa ra các bình luận tiêu cực về cuộc đảo chính. Thai PBS nói Wanchai đã bị đưa đến trụ sở Khu vực Quân đội Thứ nhất để "chấn chỉnh sự hiểu biết giữa truyền thông và quân đội."
Vào ngày 23 tháng 5 năm 2014, NCPO triệu tập tất cả người đứng đầu truyền thông đến Câu lạc bộ Quân đội Thái Lan và chỉ thị các nhà cung cấp mạng Internet phải kiểm duyệt mọi thông tin khiêu khích, gây xáo trộn dư luận, chứa bí mật quan chức, có khả năng ảnh hưởng đến an ninh quốc gia, hoặc tổn hại danh dự của NCPO. Họ đe dọa đóng cửa mạng xã hội nếu những người điều hành không chặn những thông tin gây bất ổn hoặc "đối nghịch với tiến trình hòa bình".
Chiều cùng ngày, các kênh truyền hình tương tự (analog), trừ kênh Thai PBS, được phép phát sóng bình thường sau khi NCPO ra lệnh nhà cung cấp Internet ngăn chặn các hành vi chia sẻ truyền hình trên Internet và chỉ đạo Ủy ban Phát thanh, Truyền hình và Viễn thông Quốc gia phải đóng cửa mọi kênh truyền hình trên Internet. Các kênh truyền hình kỹ thuật số được phép tiếp tục phát sóng vào ngày hôm sau.
Ngày 24 tháng 5 năm 2014, các cơ quan truyền thông đệ một lá thư mở để thúc giục NCPO dỡ bỏ hạn chế tự do báo chí càng sớm càng tốt. NCPO đáp lại bằng cách triệu tập tất cả người điều hành truyền thông, bảo họ phải tham gia một cuộc họp với NCPO trước.

## Hệ quả

### Chứng thực từ hoàng gia
Ngày 24 tháng 5 năm 2014, NCPO nói Quốc vương Thái Lan Bhumibol Adulyadej đã được thông tin về cuộc đảo chính, nhưng không cho biết sự ủng hộ của hoàng gia. Tuy nhiên, vào ngày 26 tháng 5 năm 2014, nhà vua đã chính thức chỉ định Đại tướng Prayut Chan-o-cha để điều hành quốc gia. Triều đình rất được tôn trọng ở Thái Lan và việc chứng thực của hoàng gia được xem là sự hợp thức hóa của việc tiếp quản quyền lực.

### Các vụ khi quân
Tại buổi họp báo ngày 23 tháng 5 năm 2014, NCPO khẳng định một trong những nhiệm vụ chính là xử lý "nghiêm chỉnh" với các vụ khi quân và chỉ thị quan chức chính phủ ủng hộ nhiệm vụ này.
Ngày 25 tháng 5 năm 2014, NCPO ủy thác cho tòa án binh để để xét xử tất cả các vụ khi quân, kích động nổi loạn, an ninh quốc gia và vi phạm lệnh của NCPO.
Cùng ngày, NCPO khám xét nơi ở của Somyot Prueksakasemsuk, chủ biên tạp chí từng bị kết án 11 năm tù vào năm 2013 vì tội khi quân. NCPO cũng bắt giam vợ ông, nhà hoạt động tù nhân chính trị, và con trai ông, học sinh năm tư ở Khoa luật, Đại học Thammasat. Một số người chỉ trích luật khi quân cũng bị bắt giữ.
NCPO sau đó triệu tập một loạt các nhà hoạt động lưu vong bị kết tội khi quân, kể cả cựu giảng viên khoa học chính trị Đại học Chulalongkorn Giles Ji Ungpakorn và cựu bộ trưởng Jakrapob Penkair. Họ được yêu cầu hiện diện ngày 9 tháng 6 năm 2014.

### Hiến pháp lâm thời
Một hiến pháp lâm thời được thông qua vào ngày 22 tháng 7 năm 2014, dọn đường cho việc thành lập cơ quan lập pháp quốc gia, một chính phủ tạm quyền và một ủy ban cải cách. Dự thảo của hiến pháp lâm thời này ban đầu viết rằng một dự thảo hiến pháp mới phải trải qua một cuộc trưng cầu dân ý toàn quốc trước khi được lấy chữ ký của nhà vua. Yêu cầu này sau không được NCPO chấp nhận và bị xóa bỏ. Wissanu Krea-ngam, một giảng viên luật ở Đại học Chulalongkorn và là người viết dự thảo hiến thảo lâm thời, giải thích rằng yêu cầu này bị bỏ để tránh "quy trình dông dài".